# Upper Chinook
Upper Chinook, ook Kiksht, Columbia Chinook, of Wasco-Wishram (naar het laatste nog levende dialect) genoemd, is een ernstig bedreigde indiaanse taal van de Chinooktaalfamilie uit de Amerikaanse staat Washington. De taal ging hard achteruit toen de Chinook vanaf het einde van de 18e eeuw te maken kregen met Europese ziekten, en later met Europese kolonisatie. De laatste persoon die de taal vloeiend sprak, Gladys Thompson, overleed in 2012. In het Warm Springs Indian Reservation wordt de taal nu aan jonge kinderen onderwezen om te proberen haar voor totale uitsterving te behoeden.
Audio- en videobestanden in het Upper Chinook zijn beschikbaar bij het Endangered Languages Archive.

## Dialecten
- Cascades, gesproken door de Cascadesindianen bij de watervallen in de Columbiarivier, tussen Mount Hood en Mount Adams.
- Clackamas, gesproken door de Clackamas en Clowwewalla in noordwest Oregon langs de Clackamas-, Sandy- en Willametterivier.
- Hood River, gesproken door de Chilluckittequaw langs de Hood River
- Multnomah, gesproken op Sauvie Eiland en in het gebied rond Portland in noordwest Oregon.
- White Salmon, gesproken langs de gelijknamige rivier
- Wasco-Wishram, gesproken door de Wasco en de Wishram aan beide zijden van de Columbiarivier bij The Dalles. Dit is het laatste overlevende dialect van Upper Chinook.

Ook het Cathlamet wordt soms als dialect van het Upper Chinook gezien. Sprekers van Cathlamet en Upper Chinook konden elkaar echter niet verstaan.